# Russische und sowjetische Kriegsgräberstätten in der Stadt Neumünster

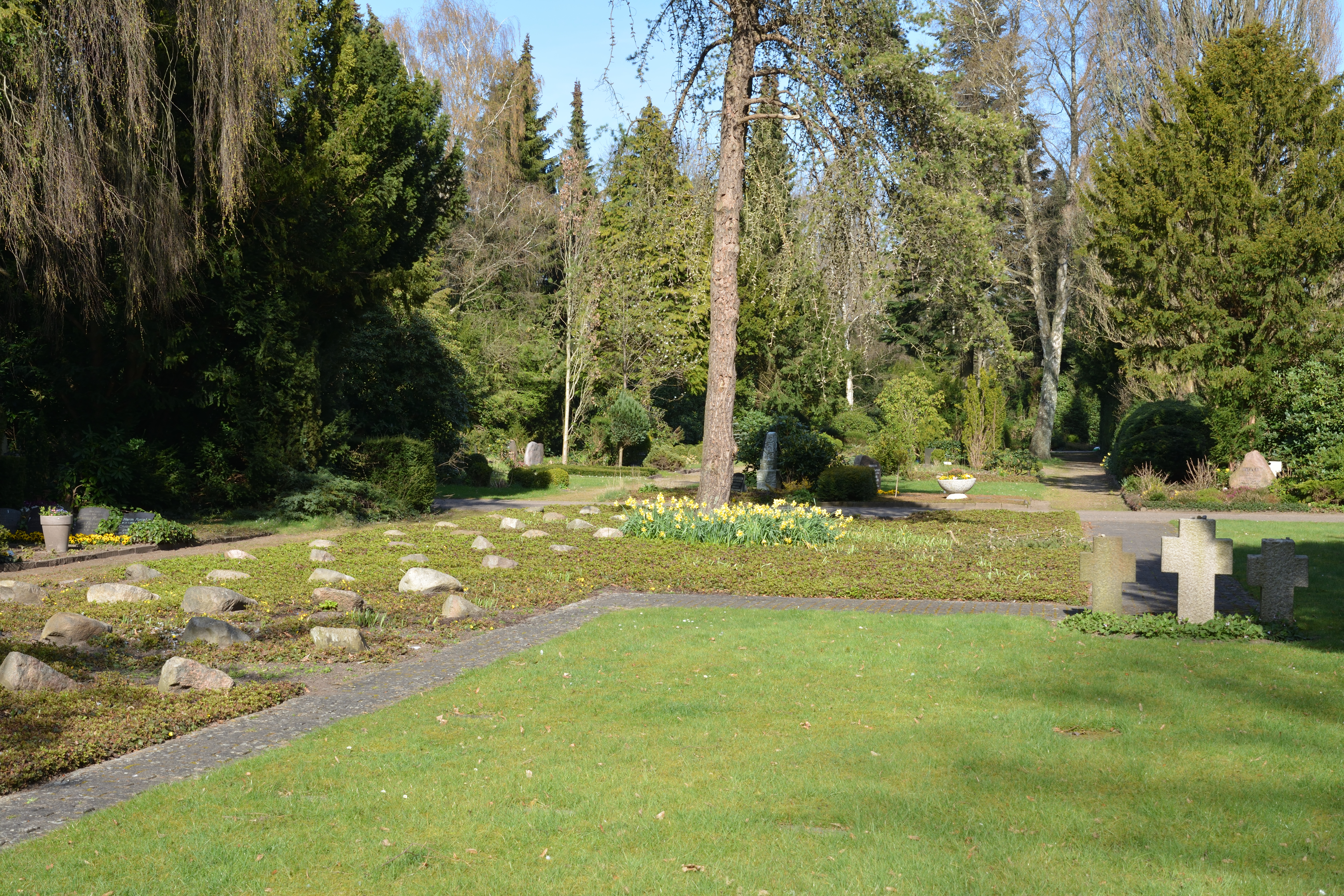
Grabfeld mit russischen Kriegsgräbern des Ersten Weltkriegs (links)

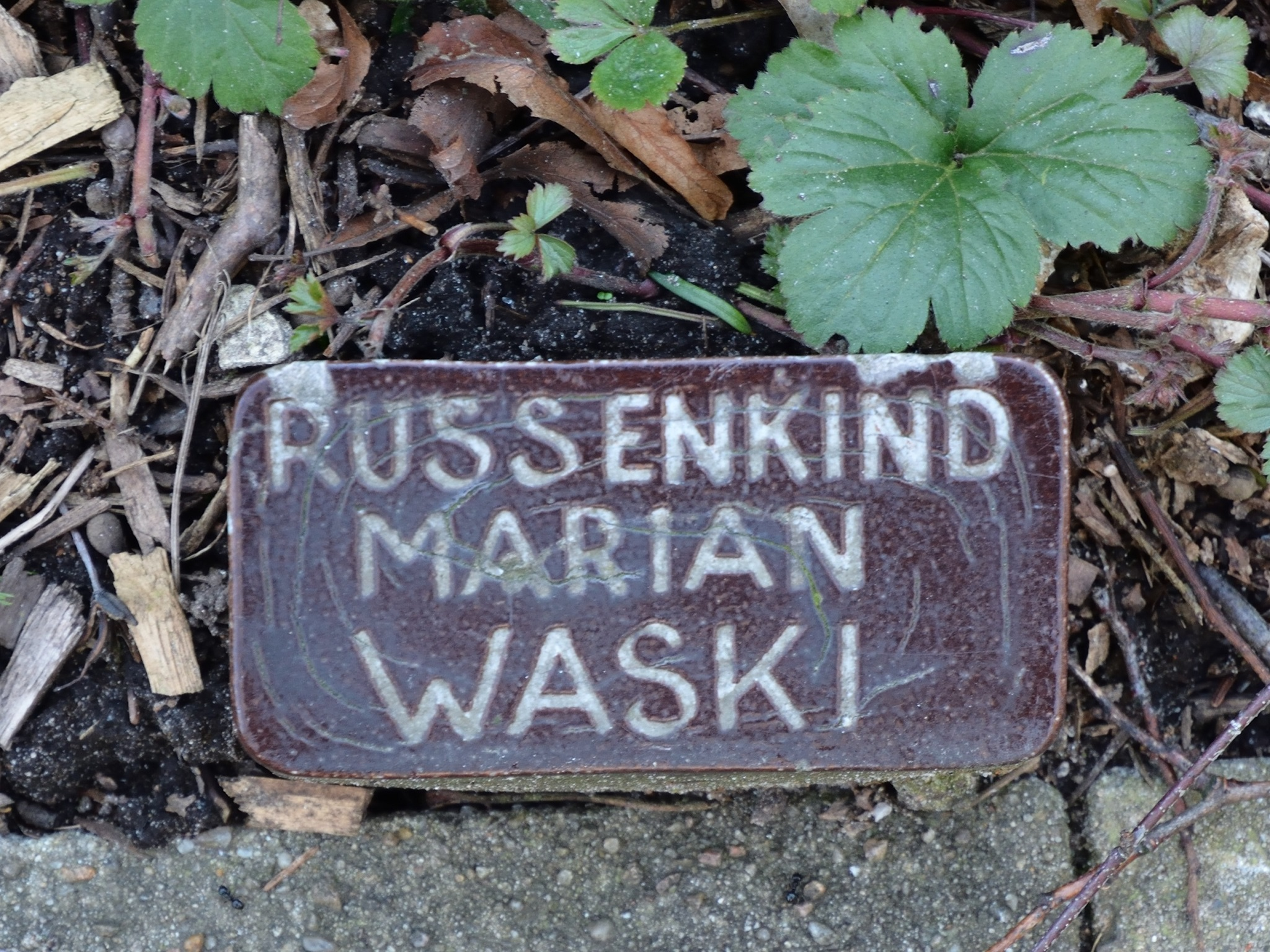
Grab des „Russenkinds“ Marian Waski

In Neumünster in Schleswig-Holstein sind auf den Friedhöfen russische und sowjetische Kriegsgräberstätten aus beiden Weltkriegen in Schleswig-Holstein ausgewiesen. Diese befinden sich auf dem Nord- und Südfriedhof in Neumünster sowie im Stadtteil Einfeld. Es handelt sich um Kriegsgräber mit 106 russischen Kriegsgefangenen aus dem Ersten Weltkrieg, um Gräber mit mehr als 200 sowjetischen Kriegsgefangenen und Zwangsarbeitern des Zweiten Weltkriegs sowie um etwa 60 Personen in Einfeld. Die Grabfelder wurden auch mit polnischen Kriegsgefangenen und Ostarbeitern belegt, zu letzteren gehören auch Frauen und ihre Kinder.
Die Grablegen wurden meist in den Randlagen der Friedhöfe eingerichtet und sind heute schwer zu finden. Eine detaillierte Aufstellung der Kriegsopfer fehlt und die in verschiedenen Quellen genannten Zahlen der Begrabenen ist schwer abzugleichen.

## Geschichte
Neumünster hatte 1938 etwa 54.000 Einwohner und besaß damals eine bedeutende und kriegswichtige Lederindustrie. Die Stadt gehörte zum Wehrkreis X des Großdeutschen Reichs. Kriegsgefangene wurden über das Stalag X A (Stammlager, eigentlich Kriegsgefangenen-Mannschafts-Stammlager) im nördlich gelegenen Schleswig, bei Industriebetrieben, in der Landwirtschaft, aber auch im Transportbereich eingesetzt. Der Rüstungsbetrieb Land- und Seeleichtbau in der Holstenhalle beschäftigte im Juli 1944 nahezu 1000 Russen und Polen, die in zwei Barackenlagern untergebracht waren. Die Arbeiterliste der Dienststelle Bahnhof Neumünster der Deutschen Reichsbahn vermerkt von Juni bis November 1942 den Eintritt von 27 „Polnischen Arbeitern“.

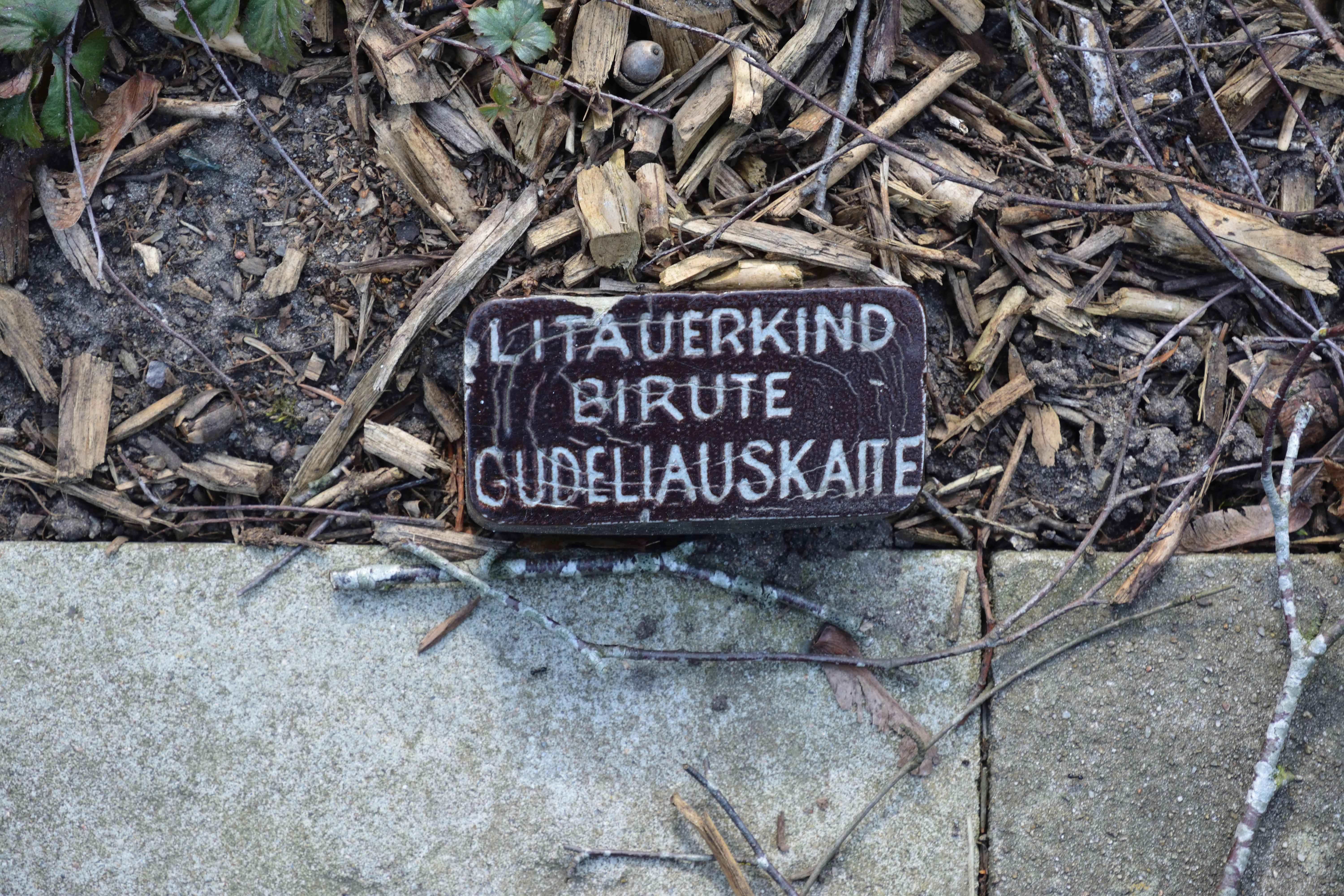
Grab des „Litauerkinds“ Birutė Gudeliauskaitė

Hinzu kamen Zwangsarbeiter und Zwangsarbeiterinnen, die aus den besetzten Gebieten im Osten verschleppt oder auch dort angeworben wurden. In Neumünster-Wittorf wurde im Frühjahr 1942 ein Durchgangslager (Dulag) für Ostarbeiter eingerichtet. Es umfasste 30 Baracken und versorgte Schleswig-Holstein mit Arbeitskräften. Die Norddeutschen Lederwerke (bis Juli 1940 Adler & Oppenheimer) unterhielten in Wittorf ein Lager mit 111 Ostarbeiterinnen (1943). Daneben gab es 1944 in der Stadt 32 Lager und 3904 Personen leisteten Zwangsarbeit. Etwa 100 von ihnen kamen bei alliierten Bombenangriffen ums Leben, da sie keine Luftschutzbunker aufsuchen durften. Für Ostarbeiter galten strenge Erlasse und eine Trennung nach Geschlecht. Aber es kam auch zu Geburten. Säuglinge, die häufig mangels guter Versorgung früh starben, wurden beispielsweise als „Russen-“ und „Polenkinder“ begraben.
Im Juni 1944 legte die Stadt Neumünster den sogenannten „Russenfriedhof“ an, da „der einzige Friedhof in Neumünster zu stark in Anspruch genommen wird“. Die dort begrabenen Menschen waren wenige Monate bis 80 Jahre alt geworden. Vorbild war der „spezielle Friedhof für Ukrainer, Sowjetrussen und Polen“ im benachbarten Boostedt. Neumünster wurde am 3. Mai 1945 kampflos britischen Truppen übergeben. Die Zwangsarbeit war damit beendet. Insgesamt starben durch den Krieg in Neumünster 1077 Personen.
Die heutigen Grabfelder wurden nach den Erstanlagen 1914–1918 und 1939–1949 in den Jahren 1954 und 1955 neu gestaltet. Dabei wurden bei der Anlage und 1948 teilweise Umbettungen vorgenommen. Die Planung übernahm der Gartenarchitekt Carl von Schierstedt in Zusammenarbeit mit dem Volksbund Deutscher Kriegsgräberfürsorge. Die Kosten wurden vom Land Schleswig-Holstein getragen. Die Toten sind in Einzel- und Sammelgräbern beigesetzt.
Das Gräbergesetz in Deutschland garantiert die Unverletzlichkeit dieser Gräber. Deshalb sind sie manchmal auch als Einzelgrabanlage auf ansonsten abgeräumten Gräberfeldern zu finden. Die Patenschaft für die Gräber hat die „Friedhofsverwaltung des Ev.-Luth. Kirchengemeindeverbandes“ in Neumünster übernommen.

## Beschreibung

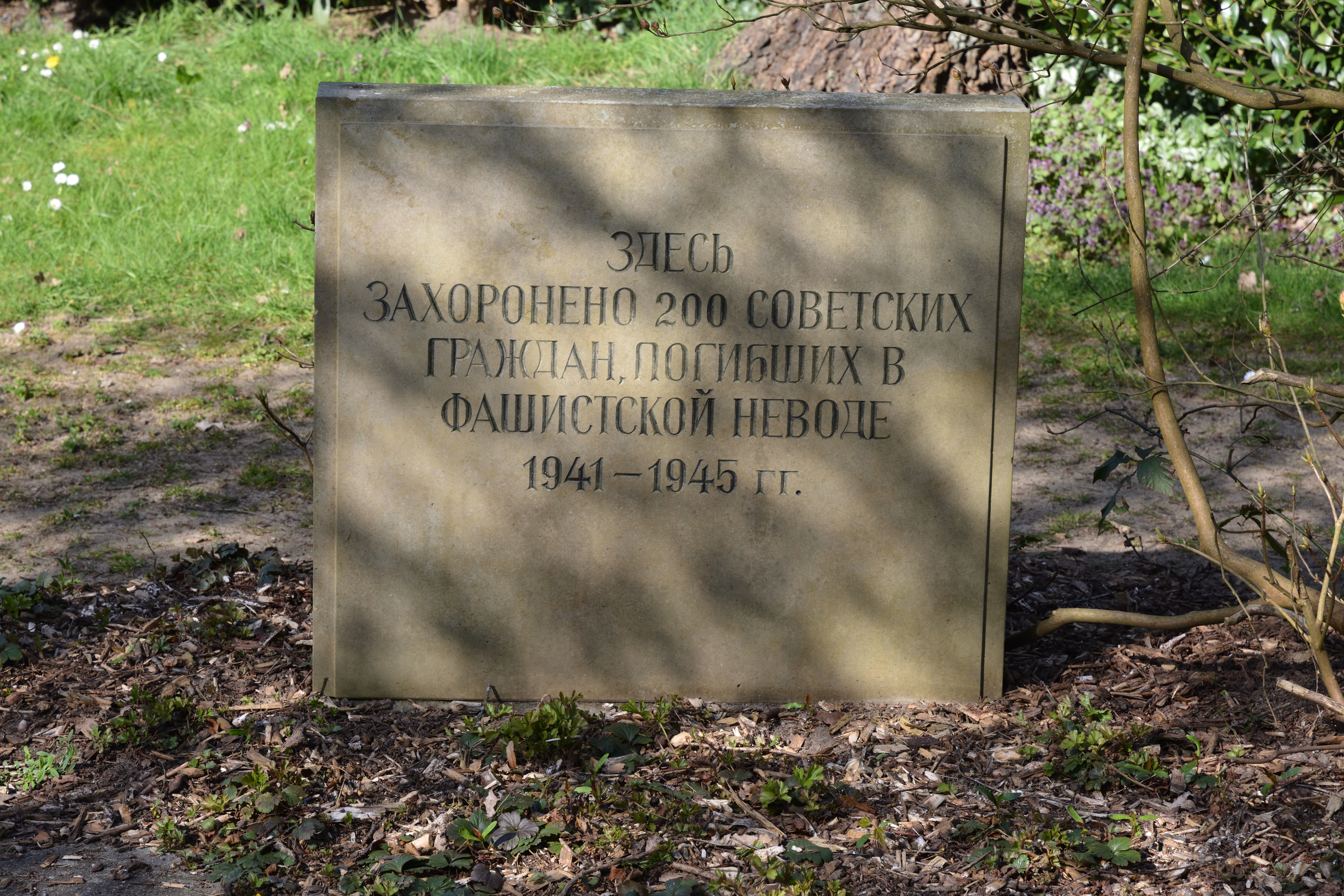
Gedenkstein – russisch

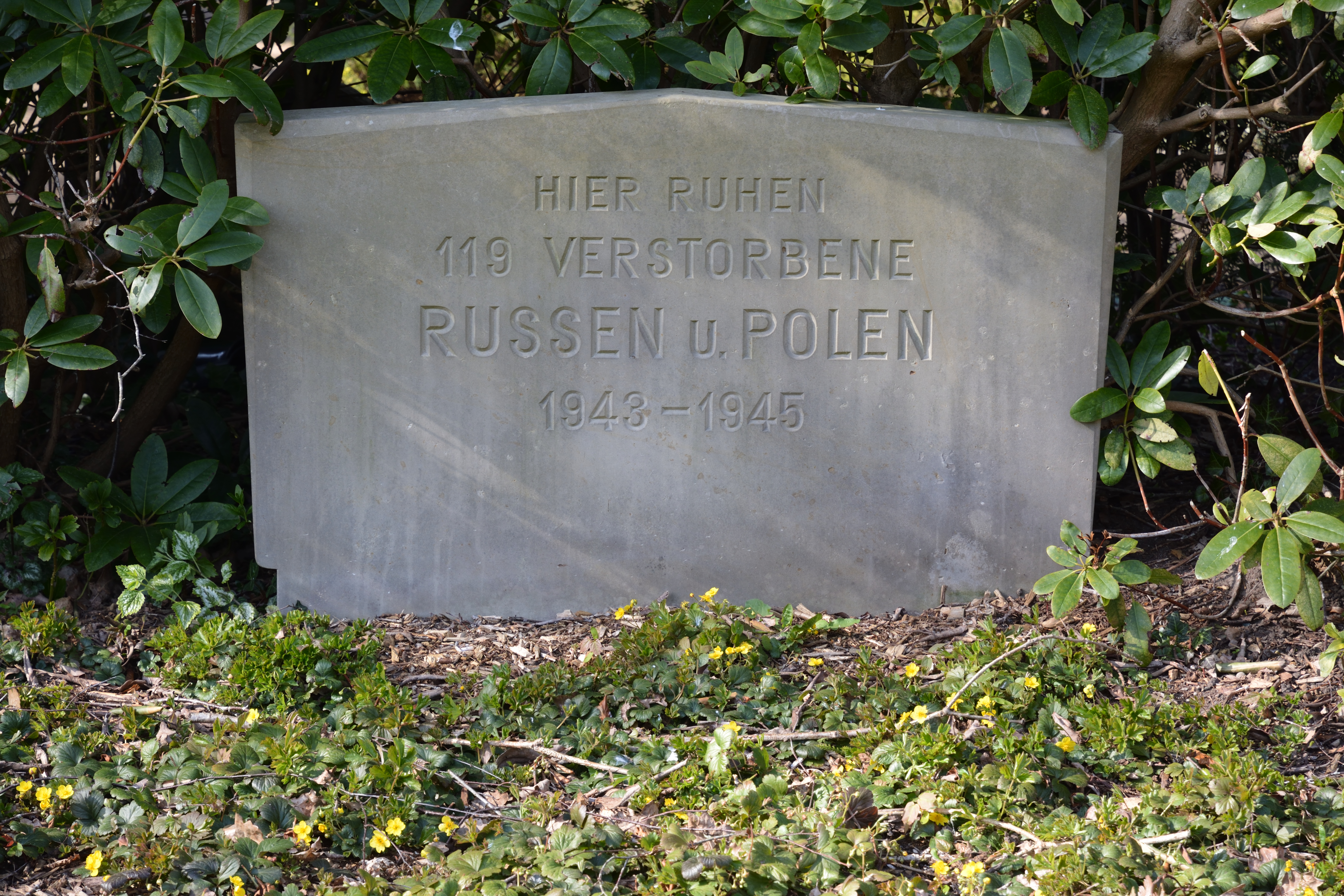
Gedenkstein – deutsch

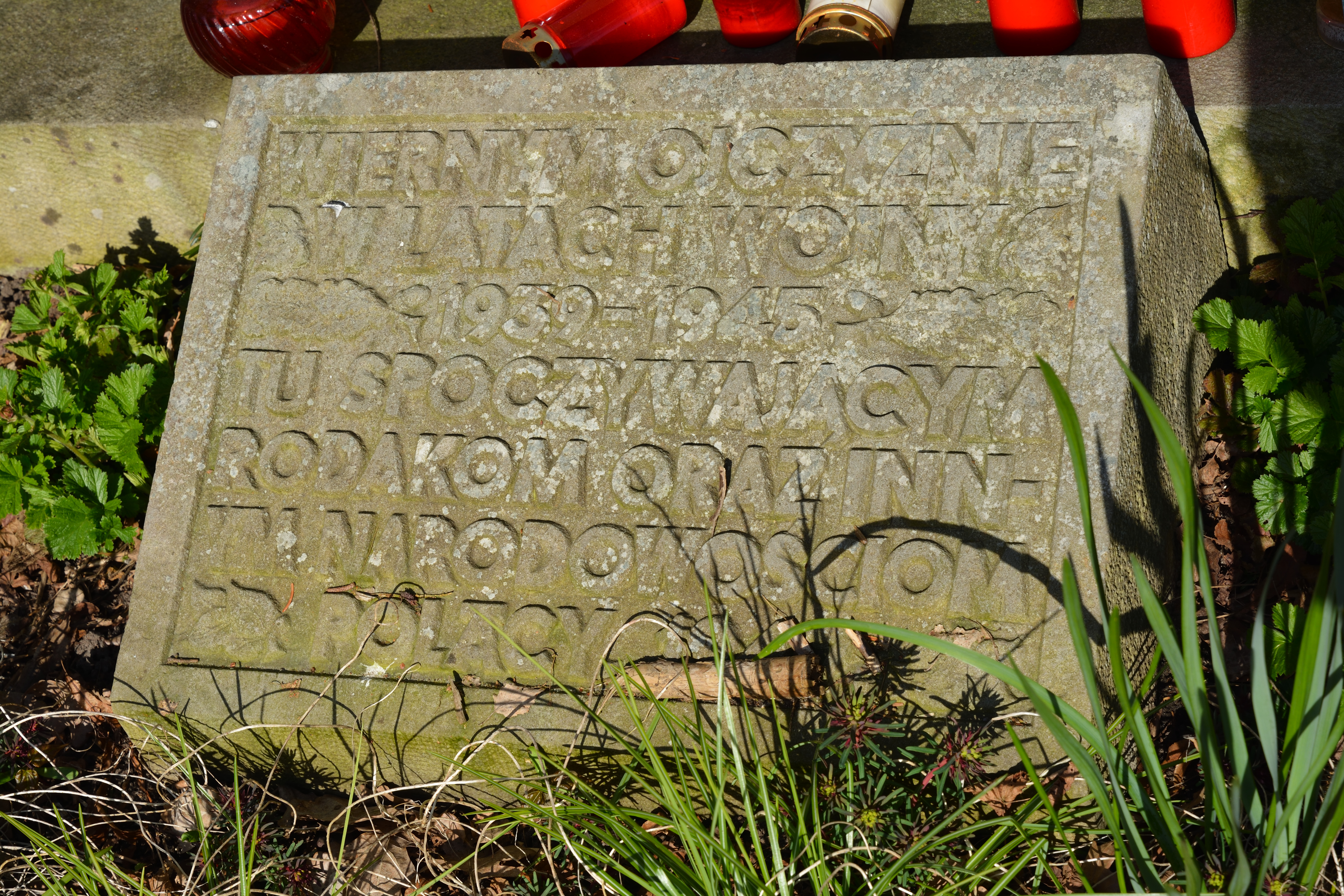
Gedenkstein – polnisch

Die Grabstätte für 106 russische Kriegsgefangene des Ersten Weltkriegs besteht aus einem langen Feld mit Reihen, auf denen sich jeweils vier oder fünf Grabstellen befinden. Die Gräber sind durch „Kissensteine“ gekennzeichnet, in die Natursteine sind Vor- und Nachnamen eingemeißelt. Das Grabfeld im Abschnitt „NO I“ ist 30 Meter lang und 10 Meter breit.
Die Quellenlage zu den Begrabenen ist schwer zu erfassen. Nach Angaben des Russischen Museums Berlin-Karlshorst wurden auf dem Nordfriedhof 242 Opfer des Zweiten Weltkriegs begraben, während die Registerkarte der Friedhofsverwaltung 167 namentlich bekannte Bestattete sowie zwei Unbekannte nennt und die Spurensuche Neumünster etwa 330 Zwangsarbeiterinnen und Zwangsarbeiter nennt.
Die Grabstätte für 242 Opfer des Zweiten Weltkriegs überwiegend polnischer und sowjetischer Herkunft ist durch einen Gedenkstein in russischer Sprache gekennzeichnet: Hier sind begraben 200 sowjetische Bürger, gestorben in faschistischer Unfreiheit. Der deutsche Gedenkstein auf dem Nordfriedhof trägt die Inschrift: Hier ruhen 119 Russen und Polen 1943–1945.
Für die Polen wurde ein Kreuz errichtet, davor liegt ein Stein mit der Inschrift in polnischer Sprache: Treu dem Vaterland in den Kriegsjahren 1939–1945 ruhen hier Landsmänner sowie andere Völker. Polen. Nahe der Gräber errichteten Angehörige später einige Gedenksteine mit Inschriften in polnischer oder litauischer Sprache. Die Gräber sind entlang mehrerer Wege angelegt. Ihre Namen finden sich auf kleinen Tonsteinen. Das Grabfeld im Abschnitt „O III“ ist 15 Meter lang und 15 Meter breit.
Gräber mit 55 sowjetischen Kriegsgräbern auf dem Südfriedhof befinden sich in den ausgedehnten Grabfeldern „Eb“ (Opferfeld) und „Ha–Hd“ (Bombenopfer und Soldatengräber). Die Gräber sind durch „Kissensteine“ mit Namensinschrift gekennzeichnet.
In Einfeld sind eine unbekannte Anzahl sowjetischer Kriegsgefangener und Zwangsarbeiter begraben. Nach Angaben des Deutsch-Russischen Museums Berlin-Karlshorst wurden die meisten der ursprünglich hier bestatteten 125 Toten nach Boostedt umgebettet. Der Gedenkstein in Einfeld trägt die Inschrift Den unbekannten Opfern 1933–1945. Von den hier Begrabenen wurden 65 aus der Sowjetunion, Estland und Lettland stammende Kriegsgefangene und Zwangsarbeiter im Jahr 1948 auf den Gemeindefriedhof Boostedt umgebettet und in drei Sammelgräbern bestattet. Einfeld gehörte 1948 noch nicht zu Neumünster und wurde erst 1970 eingemeindet.

### Lage der Gräber
| Bild                               | Ort                | Lage                        | Adresse | Grabanlage |
| ---------------------------------- | ------------------ | --------------------------- | --- | --- |
| Kriegsgräber des Ersten Weltkriegs | Neumünster         | (Lage) Anm. 1               | Neumünster, Nordfriedhof (Kriegsgräberstätte 1. Weltkrieg)                                                                                              | Grabstätte für 106 russische Kriegsgefangene des Ersten Weltkriegs                                                                                         |
| Südfriedhof Nordfriedhof           | Neumünster         | (Lage) Anm. 1 (Lage) Anm. 1 | Plöner Straße, Neumünster, Süd- und Nordfriedhof (Grabanlage) Gräberfeld mit vielen Kindergräbern von Zwangs- und Ostarbeiterinnen auf dem Nordfriedhof | Grabstätte für 242 Opfer des Zweiten Weltkriegs überwiegend polnischer und sowjetischer Herkunft Anm. 2                                                    |
| Gedenkstein in Einfeld             | Neumünster-Einfeld | (Lage) Anm. 1               | Dorfstraße, Neumünster-Einfeld, Friedhof (Grabanlage)                                                                                                   | Gedenkstein in Einfeld, ein großer Teil der ursprünglich hier bestatteten sowjetischen Kriegsgefangenen und Zwangsarbeiter wurde nach Boostedt umgebettet. |